# Steve Lukather
Pour l'album de Steve Lukather, voir Lukather (album)
Steven Lee Lukather dit Steve Lukather, né le 21 octobre 1957 à Los Angeles, est un guitariste et chanteur américain. Son jeu mêle des influences de blues, de rock et de jazz fusion.
Il est le guitariste principal et chanteur occasionel du groupe de rock Toto depuis le début du groupe en 1977. Parallèlement, il entame en 1989 une carrière solo, en formant notamment un deuxième groupe, Los Lobotomys. Influencé par Jimi Hendrix, Jimmy Page, Jeff Beck et David Gilmour, Lukather est considéré comme l'un des plus grands guitaristes contemporains, de par son jeu et sa technique ainsi que sa musicalité.

## Biographie

### Guitariste de studio

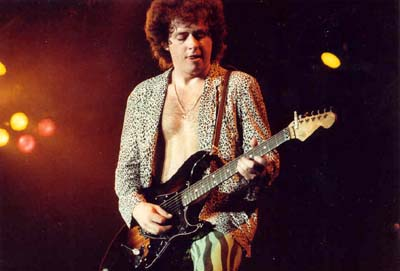
Steve Lukather en 1982 lors de la tournée mondiale Toto IV.

Steve Lukather naît le 21 octobre 1957 à Los Angeles. Au milieu des années 1970, Steve Lukather est élève de la Grant High School à Van Nuys dans la « Valley » de Los Angeles. Il y fait la connaissance des frères Porcaro, dont Jeff, qui est déjà une vedette à l'âge de 17 ans pour avoir enregistré un grand nombre de disques. Jeff Porcaro recommande le jeune Lukather dans les studios de Los Angeles. Steve est aussi parrainé par un autre guitariste de studio de renom : Jay Graydon. En quelques années, il devient le premier choix des artistes et producteurs de Los Angeles qui recherchent son style.

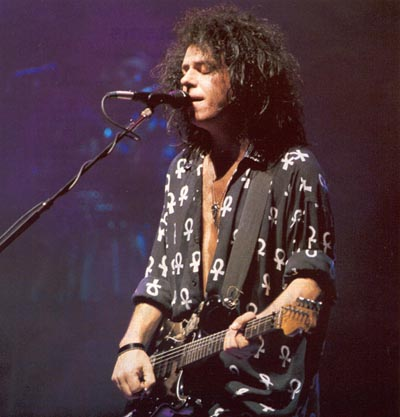
Steve Lukather pendant le Past to Present Tour de Toto en 1990..

Entre 1978 et 1990, Steve Lukather est le plus demandé des guitaristes de studios de Los Angeles. Il forme, avec Jeff Porcaro et bien souvent d'autres membres de Toto, un groupe de musiciens de studio jouant sur les albums de nombreux artistes de renom des années 1980 : Paul McCartney, Michael Jackson, Joe Cocker, Lionel Richie, Cher, Boz Scaggs, Elton John, Eric Clapton, Earth, Wind and Fire, Joni Mitchell, Olivia Newton-John, George Benson (ou encore Michel Berger)… Il a participé à plus de 1 000, voire 1 500 albums au total. 
La Gibson Guitar Corporation le classe en 2009 parmi les 10 plus grands guitaristes de session de tous les temps. Pour le guitariste et journaliste Jude Gold, « il est difficile de nommer un guitariste dont la carrière ait été plus prolifique et accomplie que celle de Steve Lukather ». 

### Carrière avec Toto

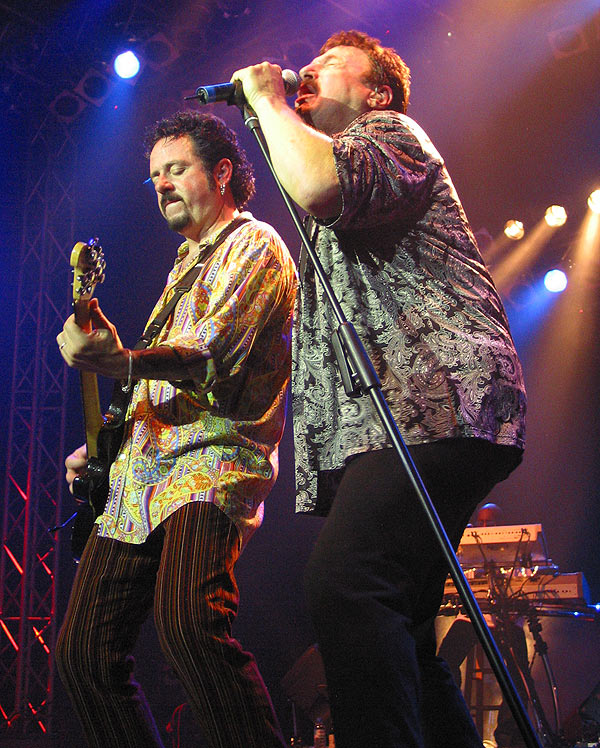
Steve Lukather et Bobby Kimball en concert avec Toto en 2005.

En 1978, il rejoint le groupe Toto, dont le premier single Hold the Line rencontre un franc succès. Le second album du groupe, Hydra (1979) est également une réussite commerciale pour le groupe. Le troisième, Turn Back, est jugé défavorablement par la critique, mais le quatrième album, Toto IV (1982), devient l'opus le plus populaire du groupe. Steve Lukather y interprète des titres comme Africa, Rosanna et I Won't Hold You Back, au chant et à la guitare.
La popularité du groupe Toto permet à Steve Lukather de se faire embaucher par de nombreux artistes renommés, et d'apporter son style hard rock dans des sessions studio de morceaux pop. Il est notamment l'interprète de la majorité des guitares de l'album Thriller de Michael Jackson (mais pas du célèbre solo de Beat It, interprété par Eddie Van Halen, avec qui il partage une longue amitié).
Elton John et Miles Davis lui proposent de jouer pour eux, mais il préfère se consacrer à son groupe, Toto. Au début des années 1990, il devient très sélectif sur ses choix et arrête quasiment de faire des sessions de studio, sauf pour ses amis.
En 2021, Steve Lukather a enregistré quinze albums avec Toto, et reste l'unique guitariste du groupe.

### Carrière solo
En 1989, Steve Lukather commence parallèlement une carrière en solo. Il enregistre son premier album qu'il intitule Lukather. Cet album se caractérise par un style différent de celui de Toto à cette époque, avec des influences de Led Zeppelin, Cream, Jimi Hendrix ou encore Pink Floyd.
Après son premier album solo en 1989, il gagne encore de l'importance au sein de Toto et contribue beaucoup au tournant artistique que représente l'album Kingdom of Desire, au son beaucoup plus électrique et dans lequel il devient le chanteur principal. Il a remporté plusieurs Grammy Awards avec Toto (catégorie pop-rock), avec George Benson (catégorie R'n'B), et Larry Carlton (catégorie Jazz). 
Alors que Toto est mis en sommeil en 2008, Steve Lukather se concentre sur sa carrière solo. Au total, il a enregistré neuf albums en solo de 1989 à 2023.

## Style de jeu
Le jeu de Steve Lukather se caractérise par un son saturé proche du heavy metal incorporant de nombreux riffs, tout en étant influencé par le phrasé jazz, ainsi qu'un grand sens mélodique.
Dans les années 1980, il utilise des amplis Soldano et des systèmes en rack construits par Bob Bradshaw, avec des contrôleurs permettant d'incorporer des effets activables au pied au sein de présets programmables,. Dans les années 2010 et 2020, il utilise une configuration plus petite, avec des amplis Bogner et des pédales d'effet.
Steve Lukather joue sur des guitares signature Music Man.

## Vie privée
Il a été marié deux fois, à Marie Currie avec laquelle il a deux enfants, Cristina et Trevor (guitariste et chanteur lui aussi, sous le nom de Trev), et à Shawn Batten. De ce second mariage sont nés deux autres enfants, Lily Rose et Bodhi William.

## Discographie en solo
- Lukather  (1989)
- Candyman (1994)
- Luke (1997)
- No Substitutions  (avec Larry Carlton) (2001) - Collaboration
- Santamental (2003)
- El Grupo Live (2005) - Live
- Ever Changing Times (2008)
- All's Well That Ends Well  (2010)
- Transition  (2012)
- I Found the Sun Again (2021)
- Bridges (2023)

## Vidéographie
- DVD Toto Live in Paris 1990
- DVD Steve Lukather and Los Lobotomys Ohne Filter 94 INAK
- DVD Steve Lukather and Edgard Winter Live at the North sea Jazz Festival 2000
- DVD Larry Carlton and Steve Lukather New Morning 2001 INAK
- DVD Toto Live in Amsterdam 2003
- DVD Toto Falling in Between Live 2007
- DVD Toto 35th Anniversary Live in Poland 2013
- DVD Toto 40 Tours Around the Sun (Live in Amsterdam)